# Lakselv
Lakselv é uma pequena localidade norueguesa, situada no Condado de Finnmark.
Tem cerca de 2 100 habitantes, e pertence à Comuna de Porsanger. 
Lakselv fica no interior do fiorde de Porsanger.
É um importante nó rodoviário de Finnmark.

A economia local está baseada nos serviços públicos, no turismo, e ainda na pesca, na agricultura e na criação de renas.

## Comunicações
- Aeroporto de Banak/North Cape Airport
- Estrada europeia E6
- Estrada nacional 98 para Tana Bru